# Ујка Вања (ТВ филм)
„Ујка Вања” је југословенски ТВ филм из 1970. године. Режирао га је Јержи Анчак а сценарио је написан по делу Антона Чехова.

## Улоге
| Глумац                 | Улога                                       |
| ---------------------- | ------------------------------------------- |
| Љубиша Јовановић       | Професор Серебрјаков                        |
| Маја Димитријевић      | Јелена Серебрјакова, Професорова жена       |
| Јелисавета Сека Саблић | Софија Серебрјакова (као Јелисавета Саблић) |
| Рахела Ферари          | Марија Васиљевна Војничка                   |
| Зоран Радмиловић       | Иван Вања Војнички, Маријин син             |
| Љуба Тадић             | Михаил Љвович Астров                        |
| Виктор Старчић         | Илија Илић Тељегин                          |
| Марица Поповић         | Марина, стара дадиља                        |
| Зоран Бендерић         | Петрушка, радник на имању                   |